# Supercopa da CAF de 2010
A Supercopa Africana de 2010 foi disputada em jogo único entre a equipe do TP Mazembe da RD Congo, campeão da Liga dos Campeões da África de 2009 e a equipe do Stade Malien do Mali, campeão da Copa das Confederações da CAF de 2009.

## Detalhes da partida
| 21 de Fevereiro de 2010 | TP Mazembe                | 2 - 0     | Stade Malien | Stade de la Kenya, Lubumbashi                        |
|                         | Sunzu 16' · Singuluma 80' | Relatório |              | Público: 35,000 Árbitro: MRI Rajindraparsad Seechurn |